# Bystra (dopływ Koszarawy)
Bystra – potok, lewy dopływ Koszarawy o długości 7,62 km i powierzchni zlewni 16,58 km². 
Najwyżej położone źródła potoku znajdują się na północnych stokach Mędralowej, na wysokości około 1100 m. Spływa początkowo w północnym kierunku, później zatacza łuk, skręcając w północno-zachodnim kierunku, na koniec w południowo-zachodnim kierunku. Cały czas płynie w obrębie miejscowości Koszarawa. Uchodzi w niej do rzeki Koszarawa na wysokości ok. 550 m.
Zlewnia potoku Bystra znajduje się w Grupie Mędralowej, która według Jerzego Kondrackiego, autora regionalizacji fizycznogeograficznej Polski należy do Beskidu Makowskiego. Bystra zasilana jest przez mniejsze potoki spływające spod przełęczy Klekociny, Magurki, Czerniawy Suchej, Lachów Gronia, Jaworzyny i Kalików Gronia. Na dnie i zboczach jej doliny znajdują się zabudowania należącego do Koszarawy osiedla Bystra, a wzdłuż biegu potoku prowadzi droga z Koszarawy na przełęcz Klekociny.